# Espionnage de l'Élysée par la NSA
L'espionnage de l’Élysée par la NSA (ou « FranceLeaks ») désigne l'espionnage de dirigeants politiques français par les États-Unis, entre 2006 et 2012. Le scandale a été révélé par WikiLeaks, Mediapart et Libération le 23 juin 2015.

## Révélations
Toutes classifiées « top secret », les notes détaillent l'espionnage de la France par les États-Unis sur des questions diplomatiques, de politique locale ou économiques de tous ordres.
Le fondateur de WikiLeaks, Julian Assange déclare : « Le peuple français a le droit de connaître que son gouvernement et ses élus sont sujets à une surveillance hostile provenant d'un allié supposé. Nous sommes fiers de notre travail avec des médias français : Libération et Mediapart, en vue de porter cette histoire à la connaissance du public. Les lecteurs français peuvent espérer des révélations régulières plus importantes dans un avenir proche ».